# Yacine Slatni
Yacine Slatni (Annaba, 3 novembre 1973) è un ex calciatore algerino, di ruolo difensore.

## Carriera

### Club
Nel 2000, durante un match di campionato, Hocine Gacemi, attaccante della squadra avversaria, nell'intento di segnare una rete lo colpisce duramente alla testa, ma è lui ad avere la peggio, perdendo la vita qualche giorno dopo l'incidente, a causa delle gravi lesioni riportate al capo.
Ha giocato quasi tutta la carriera in Algeria, dove ha vinto un campionato con il MC Alger.

### Nazionale
Ha esordito con la Nazionale algerina nel 1999. Ha altresì preso parte alla Coppa d'Africa 2000 e alla Coppa d'Africa 2002.